# Tellervo hiempsal
Tellervo hiempsal är en fjärilsart som beskrevs av Hans Fruhstorfer 1911. Tellervo hiempsal ingår i släktet Tellervo och familjen praktfjärilar. Inga underarter finns listade i Catalogue of Life.